# ベルベット・キス
ベルベット・キス（ヴェルヴェット・キス、ベルベット・キッスなど）とは、ジンをベースとするカクテルであり、ショートドリンク（ショートカクテル）に分類される。

## レシピ
- ドライ・ジン ： 生クリーム ： バナナ・リキュール ： パイナップル・ジュース ＝ 2：2：1：1
- グレナデン・シロップ ＝ 1dash

### 作り方
ドライ・ジン、生クリーム、バナナ・リキュール、パイナップル・ジュース、グレナデン・シロップをシェークして、カクテル・グラス（容量75〜90ml程度）に注げば完成である。

### 備考
ベルベット・キスには、グリーン・バナナ・リキュールを使用しない。必ず、通常のバナナ・リキュールを使用する。

## 主な参考文献
- 成美堂出版 編集 『リキュールとカクテルの事典』 成美堂出版 2001年8月20日発行 ISBN 4-415-00835-6